# Medalla de la Campanya (1936-1939)
La Medalla de la Campanya 1936-1939, va ser una condecoració militar espanyola atorgada entre els anys 1938 i 1939, durant la Guerra Civil Espanyola, pel Govern Franquista. Va ser creada pel decret 192 de 26 de gener de 1937 (BOE número 99). Es lliurava per recompensar intervencions en operacions bèl·liques o serveis en línies de foc. Va tenir una única categoria però va comptar amb dues cintes diferents, una destinada a premiar accions d'avantguarda (combat) i una altra per a serveis en la rereguarda. Totes les cintes posseïen els colors de la bandera espanyola, amb els seus cants exteriors de color negre per mèrits de combat, o verd per a serveis en la rereguarda.

## Característiques
L'Ordre de 17 d'octubre de 1937 (BOE número 362) va establir la celebració d'un concurs per a la selecció del disseny de la insígnia d'aquesta medalla, concurs que es va declarar desert en l'Ordre de 27 de novembre de 1937. En l'Ordre Circular de 26 de març de 1938 (BOE número 522) va aprovar la realització d'un concurs per adquirir les insígnies per a aquesta medalla, el disseny de la qual i model de la cinta i passador ja havien estat establerts, arribant a reunir-se 50000. D'aquestes insígnies, 48000 es van destinar a recompensar mèrits d'avantguarda i 2000 serveis en la rereguarda.
Aquesta Medalla va ser feta en forma anònima per l'escultor espanyol José Herrero Sánchez, (Salamanca, 3 d'abril de 1910 - Olavarria (Argentina), 23 de juny de 1980).
La insígnia d'aquesta medalla era de forma circular i mesurava 37 mil·límetres de diàmetre i tres mil·límetres de grossor. En la seva part interior es trobava empavonada en negre amb alguns elements i la vora daurats.
En el seu anvers apareixia representat un lleó lluitant amb un drac al costat d'una falç i un martell, símbol del comunisme. Darrere de les figures del lleó i el drac podia observar-se la Creu Llorejada de Sant Ferran, realitzada en metall daurat i, en la part superior, un sol naixent acompanyat de la inscripció "17 juliol 1936" situada en el quadrant superior esquerre assenyalat per la Cruz Laureada. La vora es trobava decorat amb dues branques, una de llorer i una altra de roure.
En el revers figurava l'escut franquista amb l'Àguila de Sant Joan Evangelista en vol i fabricada en metall daurat, el jou i feix de fletxes, un casc de guerra i l'expressió "Arriba España". En la vora pot llegir-se la llegenda "GENESSMO FRANCO, VICTOR, UNA GRANDE LIBRE IMPERIAL ML.HSP.GLOR." (acrònim llatí que vol dir significa "A Major Glòria d'Espanya").

## Passadors
Passadors
| Mèrits en avantguarda (combat). | Mèrits en rereguarda. |